# Великий канцлер литовський
Великий канцлер литовський (до 1569 р. — канцлер; пол. Kanclerz wielki litewski) — посадова особа в Великому князівстві Литовському, голова канцелярії Великого князівства Литовського, хранитель великої державної печатки, член Ради Великого князівства Литовського.
Посада введена у XV столітті. Першим достовірно відомим канцлером Великого князівства Литовського був Судивой Волімонтович (1441 р.); зведення про заняття цієї посади в 1429 році Миколою Малдриком дослідниками ставиться під сумнів. Спочатку канцлер виконував функції головного писаря і керівника канцелярії Великого князівства Литовського, відповідав за документаційне обслуговування діяльності великого князя і оголошення його рішень. З середини XIV століття канцлер — член Ради. У другій половині XIV століття склалася практика, згідно з якою посади канцлера і воєводи віленського займала одна особа; практика існувала до кінця існування держави, хоча з цієї практики бували й винятки.
Приблизно в першій половині XVI століття канцлер став виконувати функції міністра юстиції. З цього часу великий князь став доручати канцлеру розробку загальнодержавних зведень законів, відомих як Статути Великого князівства Литовського. Найбільш значущою посада канцлера була в першій половині XVI століття, коли її займали послідовно видатні державні діячі Великого князівства Литовського — Лев Іванович Сапега і Остафій Богданович Волович. У 1520-х роках великий князь іноді доручав канцлерам контроль за надходження деяких видів державних і великокнязівських доходів, але вже в 1530-х роках подібне не практикувалося, а ці функції стали виконувати підскарбії.
Канцлер був хранителем великої державної печатки, у зв'язку з чим іноді називався печатарем. Іншим печатарем був заступник канцлера — підканцлер литовський, який зберігав малу печатку (до створення посади підканцлера печатка була одна). У підпорядкуванні канцлера знаходилися співробітники канцелярії. Відомі випадки, коли канцлери, прагнучи розширити свій вплив на канцелярію, залучали до її роботи своїх особистих писарів або домагалися призначення на посаду писарів своїх людей. Згідно з присягою, яку приносив канцлер при вступі на посаду, він зобов'язався не видавати без дозволу великого князя документи, які можуть зашкодити Великому князівству або монарху.
Призначався довічно з представників знаті. Канцлер був зобов'язаний доповідати великому князю і Раді про державні справи. Канцлер міг відмовитися опечатувати документ, якщо той, на його думку, суперечив законам. Також канцлери найчастіше вели переговори з іноземними державами, а також зберігали копії документів (Литовська метрика).
Після Люблінської унії 1569 року канцлер увійшов до складу Сенату Речі Посполитої, займався іноземними справами разом з коронним (польським) канцлером. Вважався другим (після маршалка) міністром. Як плату отримував від великого князя в тримання староство (земельне володіння, яке належить казні). Також отримував плату за виконання багатьох своїх обов'язків, в тому числі за опечатування документів.

## Список канцлерів[2]

### Канцлери князівські
- Міколай Малдрик (1429) — канцлер князя Вітовта
- Федько Козловський (1444—1452) — канцлер князя Свидригайла

### Канцлери Великого князівства Литовського
- Судивой Волімонтович (1441—1444)
- Михайло Кезгайлович (Михайло Кезгайло, 1444—1476)
- Олехно Судимонтович (1478—1491)
- Микола Радзивілл «Старий» (1492—1510)
- Микола ІІ Радзивілл «amor Poloniae» (1510—1522)
- Гаштольд Альбрехт Мартинович (1522—1539)

Протягом 1539—1546 років уряд був вакантним, з титулом «справці канцелярії» у цих роках виступає Іван Горностай
- Іван Юрійович Глібович (1546—1549)

З кінця квітня 1549 майже до кінця 1550 року з титулом «справці канцелярії» виступає Іван Горностай
- Радзивілл Миколай Кшиштоф (Чорний) (1550—1565)
- Микола Радзивілл (Рудий) (1566—1579)

### Канцлери великі литовські
- Микола Радзивілл (Рудий) (1566—1579)
- Остафій Богданович Волович (1579—1587)

Протягом 1588—1589 років уряд був вакантним
- Лев Іванович Сапега (1589—1623)
- Альбрехт Станіслав Радзивілл (1623—1656)

Протягом 1657 року уряд був вакантним
- Христофор Сигизмунд Пац (1658—1684)
- Марціан Александр Огінський (1684—1690)
- Домінік Миколай Радзивілл (1690—1697)
- Кароль Станіслав Радзивілл (1669) (1698—1719)
- Михайло Сервацій Вишневецький (1720—1735)
- Ян Фридерик Сапіга (1735—1751)
- Міхал Фридерик Чарторийський (1752—1775)
- Олександр Михаіл Сапега (1775—1793)
- Йоахим Хрептович (1793—1795)